# Minardi M195
Der Minardi M195 ist ein Formel-1-Rennwagen des ehemaligen italienischen Motorsportteams Minardi, der in der Weltmeisterschaft 1995 eingesetzt wurde. Das Auto war ursprünglich für die Verwendung eines Mugen-Zehnzylindermotors ausgelegt, ging letztlich aber mit alten, leistungsschwachen Cosworth-Achtzylindern an den Start. In dieser Form war der M195 ein einfaches, untermotorisiertes Fahrzeug, das nur einen Weltmeisterschaftspunkt einfuhr. In der Saison 1996 erschien eine überarbeitete Variante mit der Bezeichnung Minardi M195B.

## Entstehungsgeschichte
Der in Faenza ansässige Rennstall Minardi war 1969 als Scuderia del Passatore gegründet worden. Nach einigen Jahren in der Formel-2-Europameisterschaft debütierte das Team unter der Leitung von Giancarlo Minardi 1985 mit selbst konstruierten Rennwagen in der Formel 1. Das Team war durchgängig schwach finanziert und erzielte nur geringe Erfolge. Ungeachtet aller finanzieller Probleme überstand Minardi in den 1990er Jahren die Phase des Teamsterbens, dem zahlreiche jüngere, aber auch etablierte Rennställe wie Brabham zum Opfer fielen, und war eines der wenigen in den 1980er Jahren gegründeten Teams, die noch im 21. Jahrhundert aktiv waren.
Nachdem Minardi in der ersten Hälfte der 1990er-Jahre überwiegend mit Kundenmotoren von Cosworth angetreten war, gelang dem Team im Sommer 1994 eine Vereinbarung mit Mugen über die exklusive, angeblich kostenlose Lieferung des neuen, erst kurz vorher vorgestellten Zehnzylindermotors.
Im Hinblick darauf begannen Minardis Konstrukteur Aldo Costa und sein Team frühzeitig mit der Entwicklung eines auf den Mugen-Motor zugeschnittenen Rennwagens für 1995. Im November 1994 zog sich Mugen allerdings aus der Kooperation mit Minardi zurück und entschied sich stattdessen für eine Belieferung der französischen Équipe Ligier. Hintergrund war ein Motorentausch mit dem britischen Team Benetton, das mit Michael Schumacher die Formel-1-Weltmeisterschaft 1994 gewonnen hatte, aber keine Aussicht hatte, mit dem bislang verwendeten leistungsschwachen Cosworth-Motor den Titel auch 1995 zu gewinnen. Um Benetton stärkere Motoren zu verschaffen, übertrug Ligier die dort regulär verwendeten Renault-Motoren für die Saison 1995 an das von Flavio Briatore geführte Benetton-Team. Sodann „überzeugte der alte Freibeuter Briatore Mugen davon, dass auch Ligier einen konkurrenzfähigen Motor brauche“. Da Mugen die Ausstattung zweier Teams nicht leisten konnte, war eine Motorenlieferung an Minardi ausgeschlossen. Minardi musste daraufhin kurzfristig kostenintensive, aber leistungsschwache Cosworth-Motoren leasen und sein Entwicklungsprogramm umstellen. Zwar erhielt Minardi im Rahmen einer außergerichtlichen Einigung eine Entschädigung in Höhe von 3,5 Mio US-$; sie deckten aber nicht einmal die Leasingkosten für die Cosworth-Motoren der Saison 1995.

## Beschreibung

### Chassis
Innerhalb von drei Monaten gestaltete Aldo Costa seinen Entwurf für den 1995er Minardi so um, dass er statt des Mugen-Motors das Cosworth-Kundentriebwerk aufnehmen konnte. Die Aerodynamik wurde ebenfalls angepasst. Besonderes Merkmal des M195 war ein kleiner Zusatzspoiler, der vor dem Heckspoiler positioniert war und von diesem mit kleinen Streben getragen wurde. Er sollte auf langsamen Strecken den Abtrieb erhöhen.
Vorn und hinten sind jeweils eine Doppelquerlenkerachse und Schubstreben eingebaut.

### Motor und Kraftübertragung
Der Minardi M195 wurde von einem Cosworth-Achtzylindermotor der Baureihe ED angetrieben. Der ED war ein reiner Kundenmotor für kleine Teams. Er unterscheidet sich von dem ECA (Meldebezeichnung: Ford Zetec-R), der 1995 exklusiv an den Cosworth-Vorzugspartner Sauber geliefert wurde. Während Saubers ECA eine Weiterentwicklung des 1994 neu vorgestellten Cosworth EC war, mit dem Michael Schumacher 1994 im Benetton B194 die Fahrerweltmeisterschaft gewonnen hatte, ging der Kunden-EC konstruktiv auf den Cosworth HB zurück, der bereits 1989 erschienen war. Neben Minardi setzten 1995 auch Forti, Pacific und Simtek den ED ein.
Vom Entwurf her war der ED eine Anpassung des 3,5 Liter großen Cosworth HB an das ab 1995 geltende Reglement, das den Hubraum der Saugmotoren auf 3,0 Liter begrenzte. Während alle anderen Kundenteams die Elektronik von Cosworth übernahmen, ließ Minardi für die eigenen ED-Motoren eine Steuerelektronik von Magneti Marelli entwickeln. Minardis Motoren wurden deshalb werksintern auch als EDM bezeichnet. Die Leistungsausbeute der ED-Motoren war gering. Anfänglich gaben sie zwischen 580 und 590 PS ab; mit der Magneti-Marelli-Elektronik wurden 600 PS erreicht. In jedem Fall waren die Cosworth ED in diesem Jahr die schwächsten Motoren des Starterfeldes. Mugens Zehnzylindermotoren, die Minardi ursprünglich zu verwenden plante, erreichten 1995 eine Leistung von etwa 670 PS.
Das Getriebe übernahm Minardi, da die Zeit für die Entwicklung einer eigenen Einheit fehlte, vom DAMS GD-01, einem von Adrian Reynard konstruierten und letztlich nicht eingesetzten Rennwagen, mit dem der französische Rennstall DAMS an der Formel-1-Weltmeisterschaft 1995 hatte teilnehmen wollen. Dieser Schritt erwies sich als problematisch, da das DAMS-Getriebe wesentlich zu schwach dimensioniert war und in den Rennen wiederholt zerbrach.

## Lackierung und Sponsoren
Der Minardi M195 war weiß lackiert mit schwarzen Akzenten an den Seitenkästen, der Fahrzeugnase und dem oberen Teil der Motorabdeckung. Minardi hatte keinen Hauptsponsor. Zahlreiche kleine Geldgeber warben auf Einzelflächen des Autos, darunter das Einrichtungsunternehmen Doimo und die Schuhmarke Valleverde.

## Renneinsätze

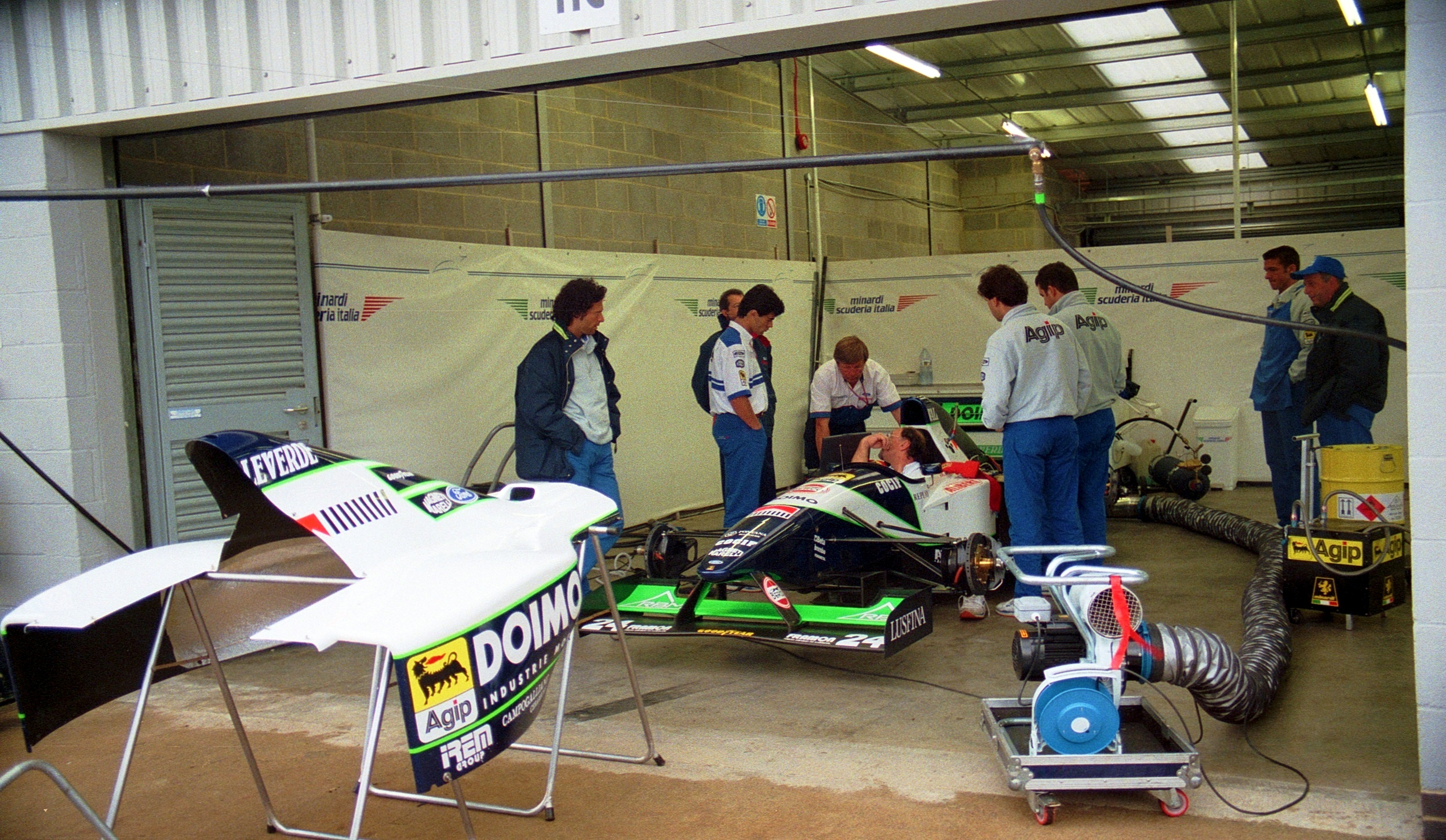
Minardi-Box in Silverstone beim Großen Preis von Großbritannien 1995

Als Fahrer wurde ein weiteres Mal Pierluigi Martini verpflichtet, der hier in die achte Saison mit Minardi ging. Martinis Leistungen wurden allerdings von vielen Beobachtern als „wenig ambitioniert“ wahrgenommen. Ab dem Großen Preis von Großbritannien wurde er durch Pedro Lamy ersetzt, der 1994 bei Testfahrten für Lotus einen schweren Unfall erlitten hatte und nun nach einem Jahr erstmals wieder ein Formel-1-Auto fuhr. Das zweite Auto fuhr bei allen Rennen Luca Badoer, der 1993 bei der Scuderia Italia debütiert hatte und 1994 Minardis Testfahrer gewesen war.
Die Rennen des Jahres 1995 brachten nur geringe Erfolge. Minardi hatte gegenüber den Mittelfeldteams, die stärkere Motoren einsetzten, das Nachsehen. Zwar war Minardi das beste Team, das einen Ford-ED-Motor einsetzte; allerdings waren die anderen ED-Kundenteams besonders schwach aufgestellt und kämpften ums Überleben. Selbst das britische Arrows-Team, das mit einem problematischen Hart-Motor antrat, fuhr mehr Punkte ein als Minardi. Minardi erreichte nur einen Weltmeisterschaftspunkt. Martini kam zweimal als Siebter ins Ziel, und Badoer erreichte zwei Zielankünfte auf dem achten Rang. In den übrigen Rennen gab es eine Reihe von technisch bedingten Ausfällen. Den einzigen Weltmeisterschaftspunkt des Jahres für Minardi erzielte der hier auf Platz 17 gestartete Lamy beim Saisonfinale in Australien, den er als Sechster beendete. Badoer, der sich für den 15. Startplatz qualifiziert hatte, nahm am Rennen nicht teil: Er fiel wegen eines Elektrikdefekts bereits in der Einführungsrunde aus. Minardi beendete die Konstrukteursmeisterschaft als Zehnter.

## Ergebnisse
| Fahrer     | Nr.  | 1   | 2   | 3  | 4   | 5   | 6   | 7   | 8  | 9   | 10 | 11  | 12  | 13  | 14 | 15 | 16 | 17  | Punkte | Rang |
| ---------- | ---- | --- | --- | -- | --- | --- | --- | --- | -- | --- | -- | --- | --- | --- | -- | -- | -- | --- | ------ | ---- |
| 1995       | 1995 |     |     |    |     |     |     |     |    |     |    |     |     |     |    |    |    |     | 1      | 10.  |
| P. Martini | 23   | DNF | DNF | 12 | 14  | 7   | DNF | DNF | 7  | DNF |    |     |     |     |    |    |    |     | 1      | 10.  |
| P. Lamy    | 23   |     |     |    |     |     |     |     |    |     | 9  | 10  | DNF | DNF | 9  | 13 | 11 | 6   | 1      | 10.  |
| L. Badoer  | 24   | DNF | DNF | 14 | DNF | DNF | 8   | 13  | 10 | DNF | 8  | DNF | DNF | 14  | 11 | 15 | 9  | DNS | 1      | 10.  |